# Käse

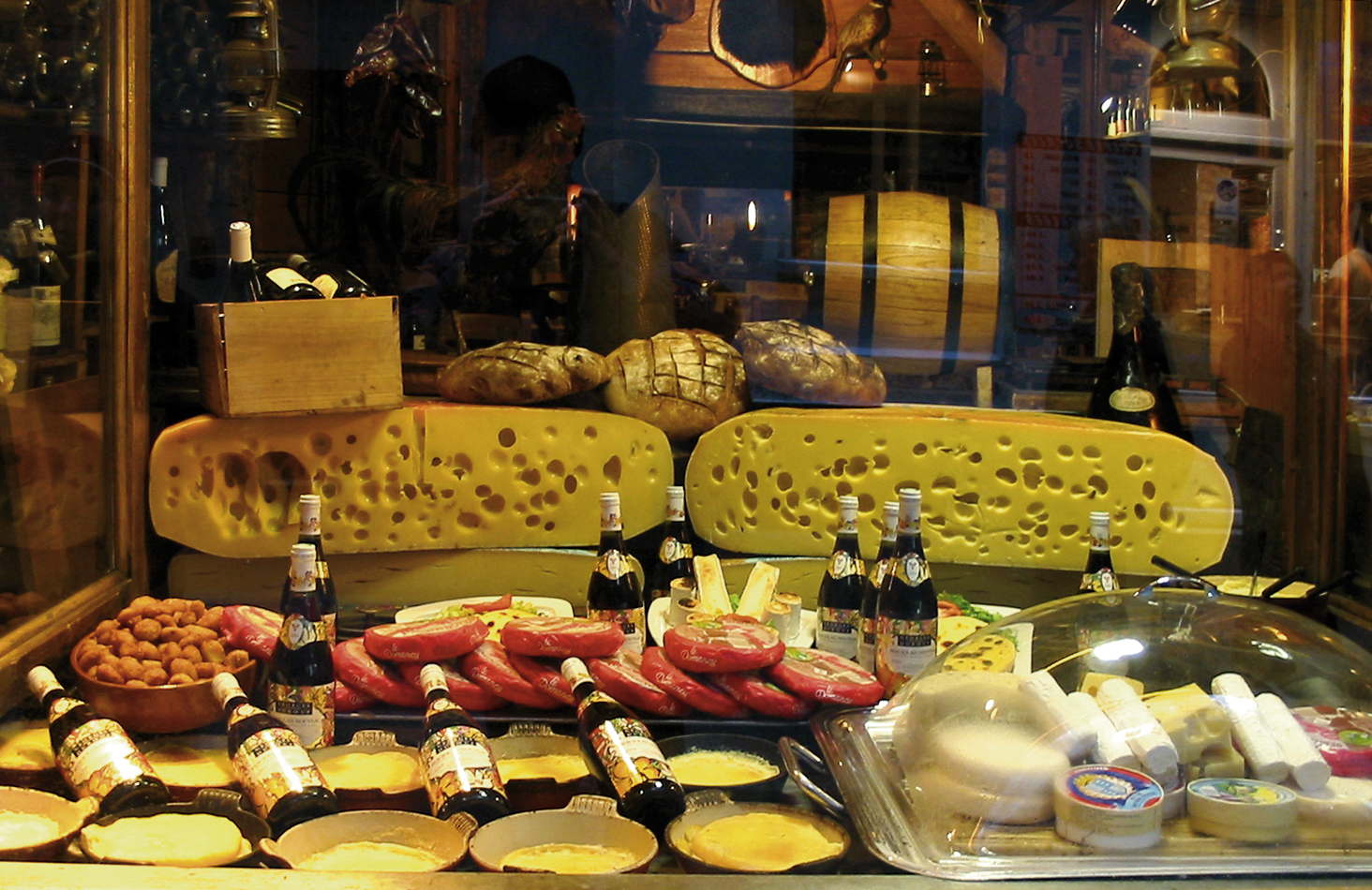
Käseladen in Paris

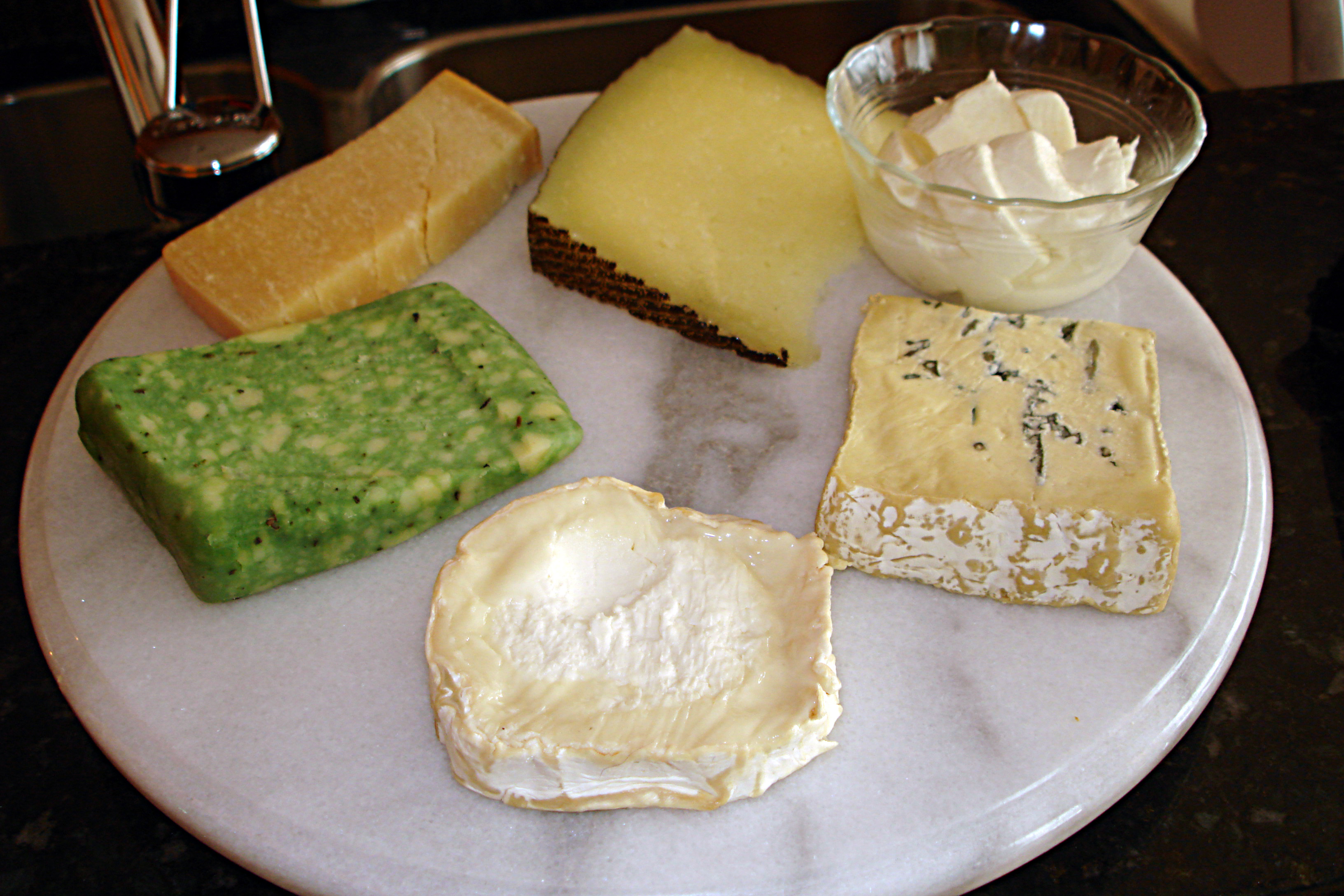
Verschiedene Käsesorten

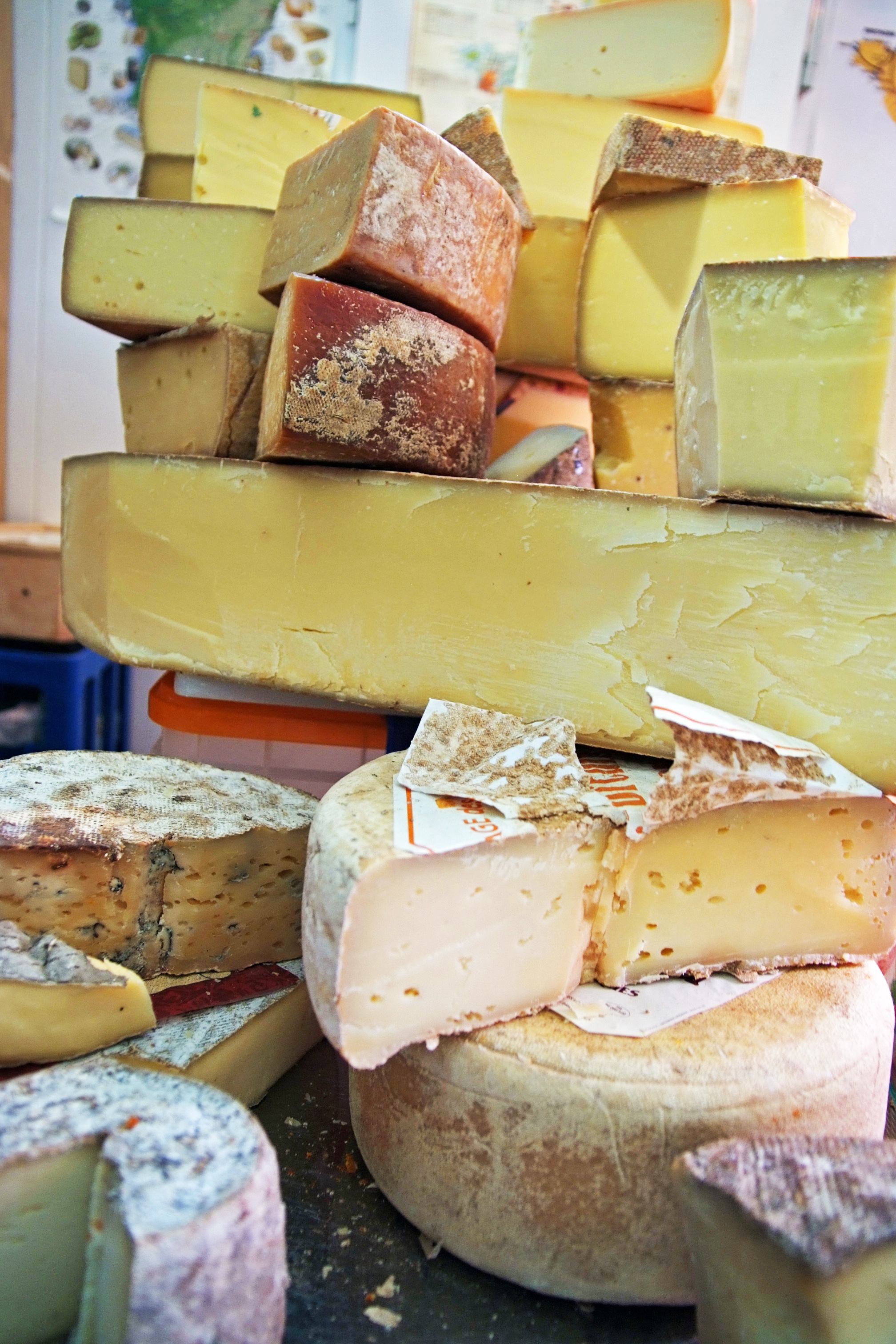
Verschiedene Hartkäse-Stücke an einem Käsestand

Käse ist ein festes Milcherzeugnis, das – bis auf wenige Ausnahmen – durch Gerinnen aus einem Eiweißanteil der Milch, dem Kasein, gewonnen wird. Es ist das älteste Verfahren zur Haltbarmachung von Milch und deren Erzeugnissen. Das neuhochdeutsche Wort „Käse“ geht über mittelhochdeutsch kæse (auch kese und khese), „Käse, Quark“, althochdeutsch kāsi auf lateinisch caseus (eigentlich: „Gegorenes, sauer Gewordenes“) zurück, das unter anderem auch dem englischen Wort cheese und dem spanischen queso zu Grunde liegt.

## Wirtschaftliche Bedeutung
Milcherzeugnisse zählen in Europa, Nordamerika und Australien zu den Grundnahrungsmitteln. Käse ist besonders im westlichen Kulturkreis weit verbreitet. Man geht aktuell von bis zu 5.000 Käsesorten aus, wobei die Abgrenzung von Sorten und Käsemarken oft schwierig ist. Das Land mit der größten Käseproduktion weltweit sind die USA, gefolgt von Deutschland gleich an zweiter Stelle.

## Produktion von Käse aus Kuhmilch 2020
Laut der Ernährungs- und Landwirtschaftsorganisation FAO (Food and Agriculture Organization of the United Nations) wurden weltweit 21.742.754 t Käse aus Kuhmilch hergestellt, wobei die zehn führenden Staaten 71,3 % der gesamten Menge herstellten.
Alle Länder Europas produzierten im gleichen Zeitraum 11.196.564 Tonnen. Die größten Käsehersteller waren hier Deutschland, Frankreich und Italien.
| Rang | Land                   | Menge (in t) |
| ---- | ---------------------- | ------------ |
| 1    | Vereinigte Staaten     | 6.005.461    |
| 2    | Deutschland            | 2.353.510    |
| 3    | Frankreich             | 1.695.910    |
| 4    | Italien                | 1.212.600    |
| 5    | Niederlande            | 970.570      |
| 6    | Polen                  | 893.270      |
| 7    | Türkei                 | 739.775      |
| 8    | Russland               | 571.274      |
| 9    | Kanada                 | 570.872      |
| 10   | Vereinigtes Königreich | 490.000      |
|      | Summe Top Ten          | 15.503.242   |
|      | restliche Länder       | 6.239.512    |

## Geschichte
Es ist anzunehmen, dass bereits steinzeitliche Jäger im Magen erbeuteter junger Wiederkäuer, welche kurz zuvor noch Milch getrunken hatten, weißliche gallertartige Klumpen entdeckten. Solcher im Magen der Beutetiere aus Milch fermentierter Labquark stellt wohl die Urform von Käse dar.
Mit dem Beginn der Domestizierung von zunächst vermutlich Ziegen, dann Schafen und zuletzt von Rindern und der sich ausbreitenden Weidewirtschaft in der Mittelsteinzeit, etwa zwischen dem 10. und 8. Jahrtausend v. Chr., standen dem Menschen erstmals größere Mengen an tierischer Milch zur Verfügung. Um diese größeren Mengen verderblicher Milch länger aufbewahren zu können, entwickelten die damaligen Menschen nach und nach die Kunst der Käseherstellung. Die vielfältigen Traditionen der Käserei legen nahe, dass sich die Käserei zu verschiedenen Zeiten und an verschiedenen Orten entwickelte. In tönernen Gefäßen oder Tierblasen bevorratete Milch wurde in der Sonne oder an einem wärmenden Feuer zunächst sauer, um bald darauf zu gerinnen. Dabei entstand unter günstigen Umständen ein essbares, lagerbares Lebensmittel.
Solche verhältnismäßig einfach herzustellenden Sauermilchkäse bereicherten das Nahrungsangebot der Menschen und halfen, Engpässe des Nahrungsangebots zu überbrücken. Etwas später entdeckte man die Wirkung von tierischen und pflanzlichen Gerinnungsmitteln (Lab) zur gezielten Erzeugung von Labkäse. Mit Lab gezielt erzeugter Käse könnte zum Beispiel entstanden sein, als man Milch zur Aufbewahrung in Kälbermägen abfüllte und die erstaunliche Wirkung des Labferments erkannte. Zudem bemerkte man auch schon in vorgeschichtlicher Zeit die konservierende und geschmacksverbessernde Wirkung mancher Edelschimmel, wenn Käse in Höhlen mit einer entsprechenden Flora gelagert wurden. Im Gegensatz zum Edelschimmel ist der Käse verdorben, wenn er andere, zum Teil giftige Schimmelpilze oder Mikroorganismen wie Bakterien enthält.

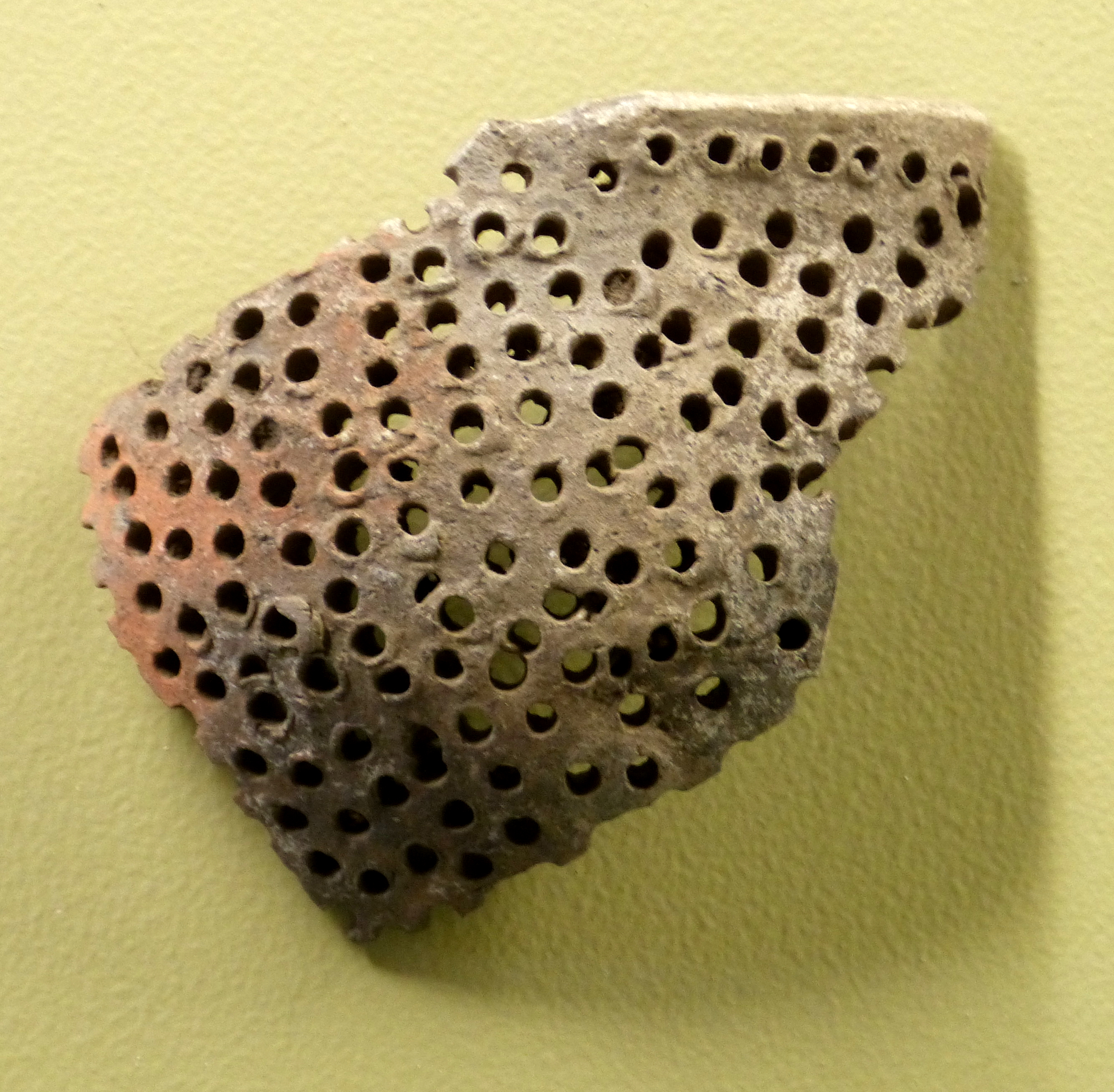
Fragment eines Käseseihers aus der Bronzezeit, Archäologisches Museum Kelheim

Der erste archäologische Nachweis der Käseherstellung stammt aus der Jungsteinzeit um 5500 v. Chr. in Kujawien (polnisch Kujawy) im heutigen Polen. Dort wurden Reste von Seihern aus Ton gefunden, die aufgrund der Spuren von Milchfettsäuren an Löchern eindeutig als Käseseiher zum Abschöpfen von Molke identifiziert werden konnten.
Ab etwa 5000 v. Chr. ist sicher, dass die Käserei in Mesopotamien, im Schwarzmeerraum, in Kleinasien, Ägypten und Nordafrika bekannt war und weiterentwickelt wurde. Die ältesten bildlichen und schriftlichen Darstellungen und Nachweise einer Käseherstellung stammen aus Mesopotamien (in der Gegend des heutigen Irak) aus einer Zeit von etwa 3000 v. Chr.
Im täglichen Leben der Griechen hatte Käse ebenfalls einen festen Platz. Er wurde als Delikatesse geschätzt und war eine begehrte Handelsware, ihm wurden aphrodisierende Wirkungen zugeschrieben und er fand als Opfergabe an die Götter Verwendung. Homer beschreibt im 10. Gesang seiner Odyssee die kräftigende Wirkung des Käsegenusses. Aus den im 4. Jahrhundert v. Chr. verfassten Pragmatien des Aristoteles stammt die erste uns überlieferte fachliche Abhandlung über Milchverarbeitung.
Griechische Sklaven verfeinerten die Kunst der Käserei im Römischen Reich, von dort verbreiteten sie Käse in fast alle Teile Europas. Die Römer kreierten bereits eine Vielzahl an Backwaren mit Käse und allerlei Variationen von Käsesalat. Die römischen Legionäre hatten neben Rosinen und Oliven Käse als Proviant in ihrem Marschgepäck.
Kelten stellten seit Beginn der Eisenzeit Käse her. Als sie im 4. Jahrhundert v. Chr. die Alpen überquerten, kannten sie jedenfalls die in der Käserei bis heute gebräuchlichen Siebe zum Abschöpfen des Rahms und veredelten die Käsekunst in nördlicheren Breiten. Die Germanen übernahmen die keltischen Traditionen und verbesserten das inzwischen umfangreiche Handwerk.

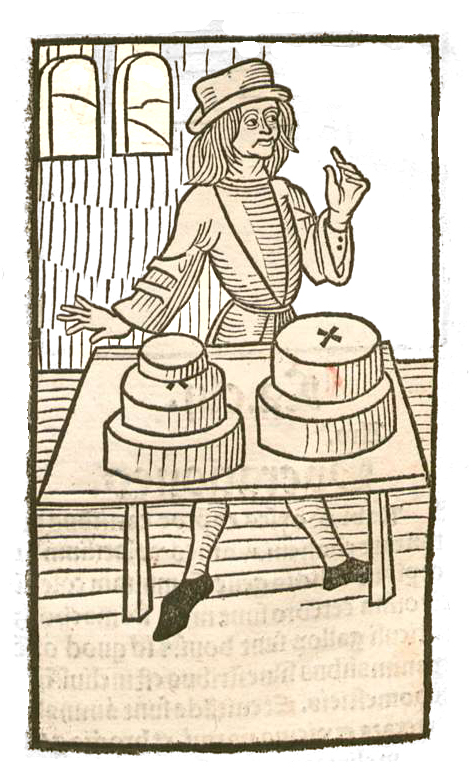
Hortus sanitatis, Mainz 1491 Abb. zum Kapitel Caseus - Käse

Eine belegte Quelle für die Entwicklung der Käserei in Europa seit dem frühen Mittelalter sind die Aufzeichnungen der Klöster. In vielen Klöstern wurden nicht nur eigene Käse hergestellt, die akribischen Niederschriften der Mönche ermöglichen es auch, die Geschichte einiger bis heute erzeugter Käsesorten bis um das Jahr 1100 zurückzuverfolgen. So fanden im Jahre 1115 der Greyerzer, 1184 Gouda und Edamer, 1200 Emmentaler und bayrischer Handkäse und 1282 der Appenzeller ihre erste urkundliche Erwähnung in Klosterhandschriften. Der englische Cheshire wird bereits im 1086 fertiggestellten Domesday Book erwähnt.
Der savoyische Experte für Milchprodukte Pantaleone da Confienza (* um 1417) erweist sich in seinem in Turin 1477 erschienenen Werk Summa lacticiniorum insbesondere als Kenner der Käseherstellung und regionaler Käsesorten. Seine Relevanz erhält das Werk des Pantaleon sowohl durch die Darstellung der spätmittelalterlichen Herleitung von Ernährungsempfehlungen auf Grundlage antik-mittelalterlicher Humoralpathologie als auch durch seine bereits neuzeitlich wirkende Beschreibung der Käseherstellung.
Der magere Labkäse wurde im Spätmittelalter von friesischen Ländern in großem Umfang exportiert.
Seit dem 19. Jahrhundert erleichterten und verbesserten viele wissenschaftliche Entdeckungen und technische Entwicklungen die Käseherstellung. Ferdinand Cohn entdeckte, dass das Reifen des Käses mit Mikroorganismen zusammenhängt, Louis Pasteur, Justus von Liebig und Ilja Iljitsch Metschnikow erforschten im Labor die Geheimnisse von Reifung, Geschmack und Aroma und entwickelten Verfahren zur Verbesserung der Haltbarkeit von Käse. Ingenieure entwickelten teilweise in Zusammenarbeit mit Käsemeistern Schneiderahmen, Quirle, Quarkseparatoren, elektrische Schneid- und Rührwerkzeuge, riesige Kessel und Wannen, Kühlvorrichtungen und andere Hilfsmittel zur Käseerzeugung im industriellen Maßstab.
Zu den jüngeren Entwicklungen auf diesem Gebiet zählen großtechnisch herstellbare Labersatzstoffe wie mikrobielles oder gentechnisch erzeugtes Lab.

## Käseherstellung

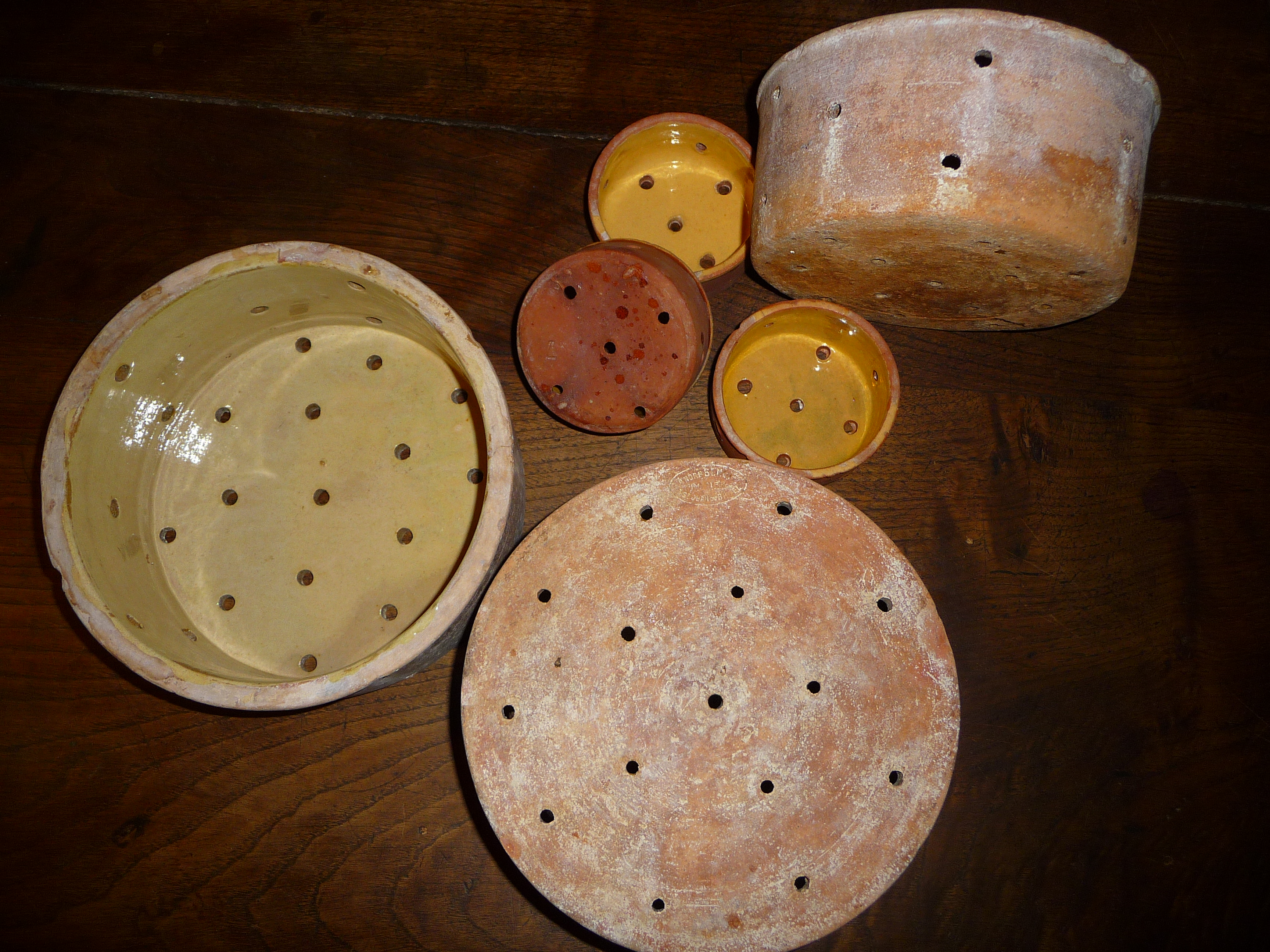
Gefäße, die zur Käseherstellung genutzt wurden (aus Aveyron, Frankreich)

Für die Herstellung von einem Kilogramm Käse werden je nach Käsetyp zwischen 4 und 16 Liter Milch benötigt. Anhand des Herstellungsverfahrens lassen sich vier Arten unterscheiden:
- Sauermilchkäse (z. B. Harzer, Mainzer, Hütten-, Frischkäse)
- Labkäse (Süßmilchkäse) (z. B. Hart-, Schnitt-, Weichkäse)
- Molkeneiweißkäse – zu den bekanntesten Molkeneiweißkäsen gehören der italienische Ricotta und der griechische Manouri
- Schmelz- und Kochkäse (kein Käse nach deutschem Lebensmittelrecht, sondern ein Käseerzeugnis, hergestellt aus Käsesorten wie Topfkäse, Emmentaler, Gouda, Cheddar)

Sauermilchkäse entsteht, wenn Milch durch Milchsäurebakterien gesäuert und dadurch das Milcheiweiß (Kasein) ausgefällt wird. Dieser Vorgang wird als Dicklegen bezeichnet. Das ausgefällte Kasein wird von der Flüssigkeit, der Molke, getrennt und ist der sogenannte Frischkäse. Daraus kann gereifter Sauermilchkäse erzeugt werden, der durch besondere Bakterienkulturen (Rotschmiere) oder Edelschimmel verfeinert werden kann.
Bei der Herstellung von Labkäse (auch Süßmilchkäse genannt) wird das Milcheiweiß Kasein durch Lab, ein Enzymgemisch aus Pepsin und Chymosin, ausgefällt. Die Eigenschaft des Labs, das Milcheiweiß Kasein so zu spalten, dass die Milch eindickt, ohne sauer zu werden, wurde schon im Altertum erkannt und für Käseerzeugung nutzbar gemacht. Die meisten bekannten Hart- oder Schnittkäsearten kommen aus der Süßmilchgerinnung. Auch Frischkäse, der zwar typischerweise durch Sauermilchgerinnung unter Zuhilfenahme von Milchsäurebakterien hergestellt wird, kann unter Verwendung von Lab hergestellt werden.
Molkeneiweißkäse wird nicht aus Milch, sondern aus Süßmolke, Sauermolke und Molkensahne hergestellt. Während Labkäse und Sauermilchkäse ihre Festigkeit durch Gerinnung des Milcheiweißes Kasein mittels der im Lab enthaltenen Enzyme oder mittels Säuerung erhalten, gewinnen Molkeneiweißkäse und Molkenkäse ihre Beschaffenheit durch hitzebedingte Ausfällung der Molkenproteine Albumin und Globulin.
Der bakterielle Abbau des in der Milch enthaltenen Kohlenhydrats Laktose führt zur Bildung von Milchsäure und Kohlenstoffdioxid (Kohlendioxid). Dieses Gas ist für die Ausbildung der Löcher im Käse verantwortlich. 1917 publizierte der Amerikaner William Clark einen Übersichtsartikel zum Stand der Forschung über die Löcher im Emmentaler. Dieser Abbau kann durch Propionibakterien als Propionsäuregärung erfolgen. Schweizer beforschten die Sorten Emmentaler und Appenzeller mit Computertomografie und fanden 2015 heraus, dass die Anzahl der Löcher durch die Anzahl anwesender Heupartikel beeinflusst wird. Steigende Hygiene, Melkmaschinen statt händischem Melken in einen offenen Melkkübel reduzierten die Heupartikel in der Milch im Zeitraum von 2000 bis 2015. Mit der Zugabe von Mikro-Heupartikeln „zu reiner“ Milch wird man die Löcheranzahl (nicht deren Gesamtvolumen) erhöhen.

## Umwelt- und Klimabilanz
Der Wasserverbrauch liegt bei über 5.000 Liter pro Kilo Käse. Laut der FAO verursachte die Produktion von Milchprodukten im Jahr 2010 4 Prozent der weltweiten von Menschen verursachten Treibhausgasemissionen (CO2-Äquivalente).

## Käsesorten
Abhängig von der Art der verwendeten Milch (etwa von Schaf, Ziege oder Kuh) und deren Vorbehandlung (Pasteurisierung, Bakterien), vom Herstellungsverfahren (Temperatur, Größe des Käsebruchs), von möglichen Zusätzen wie Salz, Gewürzen, Bakterien- und Pilzkulturen, von der Nachbehandlung mit Salzlake (zur Konservierung) oder Schimmel, von den Reifebedingungen (Temperatur, Feuchtigkeit, Folienreifung) und von der Reifedauer entstehen geschmacklich wie auch in Festigkeit (Konsistenz) und Aussehen sehr unterschiedliche Käsesorten.

### Einteilung nach Herkunft der Milch
Käse wird überwiegend aus Kuhmilch hergestellt, es gibt aber nach wie vor auch Käse aus Schaf- und Ziegenmilch. Mozzarella wurde ursprünglich nur aus Büffelmilch hergestellt, für die heutige Massenproduktion verwendet man allerdings oft die günstigere Kuhmilch. Exotische Käseprodukte sind in Asien, speziell Nepal, Käse aus der Milch von Yaks, in Nordeuropa, speziell der Juustoleipa in Finnland, der auch aus Milch von Rentieren hergestellt wird. In Serbien wird Pule aus Eselsmilch und in Afghanistan Kadchgall aus Schaf- oder Kamelmilch zubereitet.
Aus der Milch von Schweinen – und darüber hinaus auch vielen anderen Säugetieren – kann kein Käse hergestellt werden, da diese Milch meist zu wenig Kasein enthält oder nur unrentabel gewonnen werden kann.

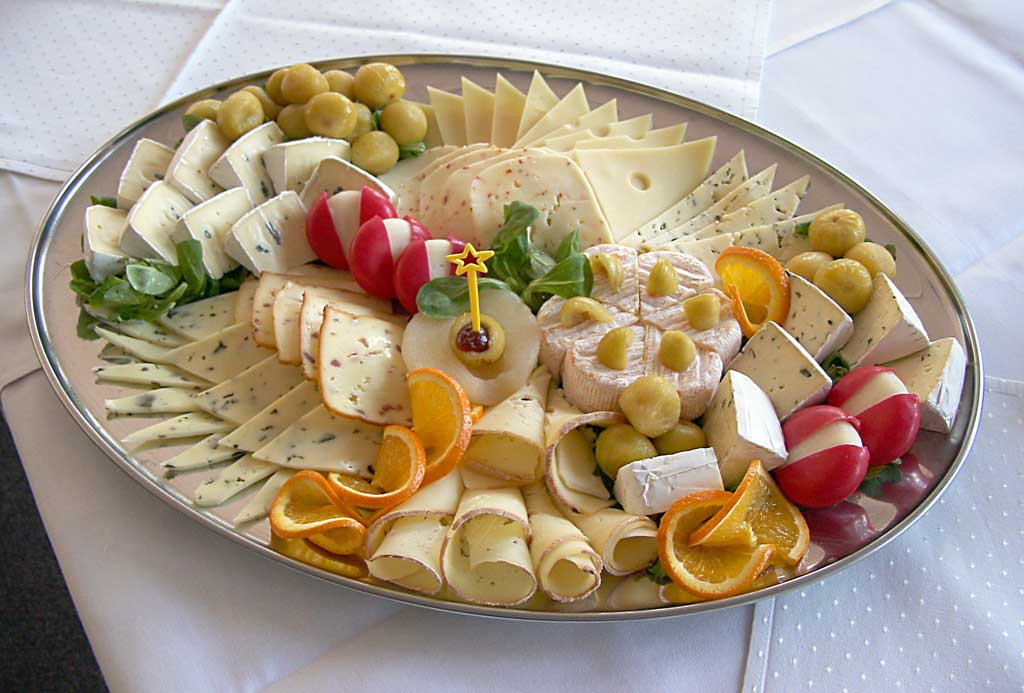
Käseplatte

### Käsegruppen nach Wassergehalt
Nicht nach dem Fettgehalt, sondern nach dem Wassergehalt in der fettfreien Käsemasse teilt die deutsche Käseverordnung Käse in folgende Käsegruppen ein (geordnet in mit dem Wasseranteil aufsteigender Reihe): Hartkäse (bis 56 %), Schnittkäse (über 54 % – 63 %), Halbfester Schnittkäse (über 61 % bis 69 %), Sauermilchkäse (über 60 % bis 73 %), Weichkäse (über 67 %) und Frischkäse (über 73 %). Je mehr Trockenmasse ein Käse hat, desto härter ist er regelmäßig; je weniger Trockenmasse, umso mehr Wasser hat er und umso weicher ist er dann auch.

### Fettgehaltsstufen von Käse
Käse besteht zu unterschiedlichen Verhältnissen aus Wasser und Fett. Enthält er mehr Wasser, hat er weniger Trockenmasse und ist somit weniger fett. Durch das Hinzufügen oder Abtrennen von Rahm kann der Fettgehalt des Käses eingestellt werden. Der absolute Fettgehalt ergibt sich, wenn man den Fettanteil der Trockenmasse mit folgenden Faktoren bewertet:
- Speisequark × 0,25
- Frischkäse × 0,30
- Weichkäse × 0,50
- halbfester Schnittkäse × 0,60
- Hartkäse × 0,70

Butterkäse als halbfester Schnittkäse hat 28,8 Prozent Fett absolut: 48 Prozent Fettgehalt in der Trockenmasse (Fett i. Tr.) × 0,6. Ein Doppelrahm-Frischkäse mit 60 Prozent Fett i. Tr. hat daher weniger Fett als ein Schnittkäse mit 45 Prozent Fett i. Tr.

### Angabe des Fettgehalts
Die Angabe des Fettgehalts erfolgt in Deutschland, in Österreich und in der Schweiz nicht in Prozent vom Gesamtgewicht, sondern in Prozent von der Trockenmasse. Der Grund liegt darin, dass Käse während der Lagerung noch an Feuchtigkeit und damit an Gewicht verliert; der relative Fettgehalt kann also während der Lagerung noch zunehmen. Das Verhältnis von Fettmenge zu Trockenmasse in einem Stück Käse bleibt während der gesamten Zeit jedoch gleich.
In Deutschland sind durch die Käseverordnung die Fettgehaltsstufen zur Bezeichnung des Lebensmittels nach dem Fettgehalt in der Trockenmasse definiert als Doppelrahm- (60–87 %), Rahm- (unter 60–50 %), Vollfett- (unter 50–45 %), Fett- (unter 45–40 %), Dreiviertelfett- (unter 40–30 %), Halbfett- (unter 30–20 %) Viertelfett- (unter 20–10 %) und Magerstufe (unter 10 %).
In vielen anderen Ländern ist die Angabe einer Fettstufe unüblich oder wird wie in Frankreich nicht mehr praktiziert; hier wird beispielsweise der Fettgehalt in Bezug auf 100 g Käse genannt (teneur en matière grasse pour 100 grammes de produit fini).

### Käsesorten nach Kulturen
Die Kulturen können in Schimmelpilze und Bakterien unterteilt werden. Eine Sonderstellung nimmt der durch tierische Käsemilben (Tyroglyphus casei) erzeugte Käse ein.
- Schimmelkäse
  - Weißschimmelkäse – Camembert, Brie, Coulommiers werden mit dem Pilz Penicillium camemberti hergestellt.
  - Blauschimmelkäse – Roquefort, Gorgonzola, Blue Stilton, Cabrales werden mit dem Pilz Penicillium roqueforti hergestellt.

- Bakteriell erzeugter oder behandelter Käse
  - Sauermilchkäse – Olmützer Quargeln, Handkäse, Tiroler Graukäse, Harzer Roller und Kochkäse werden ohne Lab mittels Milchsäurebakterien und meistens Schmierbakterien, Brevibacterium linens, gekäst.
  - Rotschmierkäse – Romadur, Limburger werden mit Schmierbakterien, Brevibacterium linens, hergestellt.

- Herstellung unter Zuhilfenahme von tierischen Organismen
  - Milbenkäse – aus Ostthüringen und Sachsen-Anhalt oder Mimolette
  - Casu Marzu

Bei Edelschimmelkäse wird der Käsebruch oder der Käselaib mit Edelschimmelpilzen geimpft.
Während der Reifezeit von einigen Wochen bis drei Monaten werden Rotschmierkäse mit Salzwasser gewaschen und die Oberfläche mit Rotschmierbakterien behandelt. Dadurch wird der Oberfläche Wasser entzogen. Im Zusammenspiel mit Rotschmiere erhalten diese Käse eine bräunliche, wachsartige, halbweiche Rinde, die luftdurchlässig ist. Die Luftdurchlässigkeit ermöglicht dem Käse die richtige Reifung. Der Teig des Käses ist fein, weich und cremig. Der milde Geschmack wird mit zunehmendem Alter ausgeprägt und kräftig.

### Einteilung in der Schweiz
In der Schweiz erfolgt die Einteilung mit folgenden Bezeichnungen:
- Frischkäse: ohne Reifezeit gewöhnlich aus pasteurisierter Milch wie Quark, Mozzarella, Hüttenkäse
- Weichkäse: Reifezeit einige Wochen – gewöhnlich aus pasteurisierter Milch wie Brie, Tomme
- Halbhartkäse: Reifezeit einige Monate- aus Rohmilch oder aus pasteurisierter Milch, wie Appenzeller Käse, Vacherin fribourgeois, Tête de Moine, Raclette
- Hartkäse: Reifezeit einige Monate bis eineinhalb Jahre aus Rohmilch, wie Emmentaler, Gruyere
- Extrahartkäse: Reifezeit mehrere Jahre – aus Rohmilch, wie Sbrinz, Berner Hobelkäse

Hartkäse ist ein Rohmilchkäse. Die Rohmilch wird zur Erzeugung von Hartkäse durch Lab dickgelegt. Hartkäse ist ausschließlich Vollfettkäse mit mindestens 45 % Fettanteil.
Bei Schnittkäse/Halbhartkäse gibt es zwei Arten. Sie werden entweder aus Rohmilch oder pasteurisierter Milch hergestellt. Auch sie sind Süßmilchkäse. Schnittkäse und halbfesten Schnittkäse gibt es verschiedenen Fettstufen, vom Magerkäse bis zum Rahmkäse.
Weichkäse wird dagegen in der Regel aus pasteurisierter Milch erzeugt. Es gibt aber auch Ausnahmen wie den Camembert de Normandie. Auch beim Weichkäse erfolgt die Dicklegung der Milch mittels Beigabe von Lab. Die Oberfläche von Weichkäsesorten wird oft mit Rotschmierebakterien behandelt, oder der Bruch oder der Laib von Weichkäse wird mit Edelschimmelpilzen geimpft. Bei Rotschmierkäse wird die orange-rötliche Rinde außer bei sehr jungen Sorten nicht verzehrt. Sie entwickelt ein zu scharfes, an Ammoniak erinnerndes Aroma und verleiht Weinen einen bitteren Nachgeschmack. Die weiße Rinde von Edelschimmelkäse wird mitgegessen.
Frischkäse ist Sauermilchkäse. Es wird kein oder nur wenig Lab zur Dicklegung der Milch hinzugefügt. Für die Erzeugung von Frischkäse wird pasteurisierte Milch verwendet. Frischkäse haben keine Rinde.

### Andere Kategorien
- Rohmilchkäse wird aus unbehandelter Milch hergestellt. Der weit überwiegende Teil der Käsesorten wird jedenfalls im ursprünglichen Herkunftsland und soweit nicht für den Export bestimmt aus Rohmilch hergestellt.
- Schmelzkäse wird aus verschiedenen Käsesorten unter Zusatz von Wasser und Schmelzsalzen hergestellt.
- Salzlakenkäse - Der Salzlakenkäse reift in einer Salzlake (Sole); der bekannteste Salzlakenkäse ist Feta
- Brühkäse - die bekanntesten Brühkäse sind Mozzarella und Provolone
- Braunkäse (Mysost) – süß-salziger Molkenkäse aus Norwegen, bei dem die Laktose durch Einkochen der Molke karamellisiert (Gudbrandsdalen)
- Labkäse mit pflanzlichen oder tierischen Lab-Austausstoffen, wie z. B. der portugiesische Queijo Serra da Estrela aus Schafsmilch, der mit einem Aufguss aus Cynara cardunculus, einer Distelart, dickgelegt wird

Brühkäse werden durch die Behandlung der Bruchmasse mit heißem Wasser, heißem Salzwasser oder heißer Molke und durch Kneten, Ziehen der plastischen Masse zu Bändern oder Strängen und Formen hergestellt.
Daneben unterscheidet man noch Käsezubereitungen und Schmelzkäsezubereitungen (sie enthalten andere Milcherzeugnisse, etwa Sahne, oder andere Lebensmittel wie Pilz- oder Fruchtstücke) sowie Käsekompositionen (Erzeugnisse, die aus zwei oder mehreren Käsesorten zusammengesetzt sind). Viele Käsesorten werden außerdem durch Zugabe von Gewürzen, Nüssen oder Kräutern verfeinert, so etwa der französische Mimolette, der Annatto (einen Farbstoff aus den Samen des Orléans-Strauchs) enthält. Manche Käsesorten werden auch in Wein- oder Edelkastanienblätter gewickelt oder in reiner Holzasche gewälzt.
Aus dem Blickwinkel des Endverbrauchers unterscheidet man auch:
- Streichkäse, der auf das Brot gestrichen wird (z. B. Frischkäse, aber auch Schmelzkäse),
- Schnitt- oder Scheibenkäse, der auf das Brot gelegt wird (unter diesem Aspekt auch *Legkäse möglich)

## Verwendung

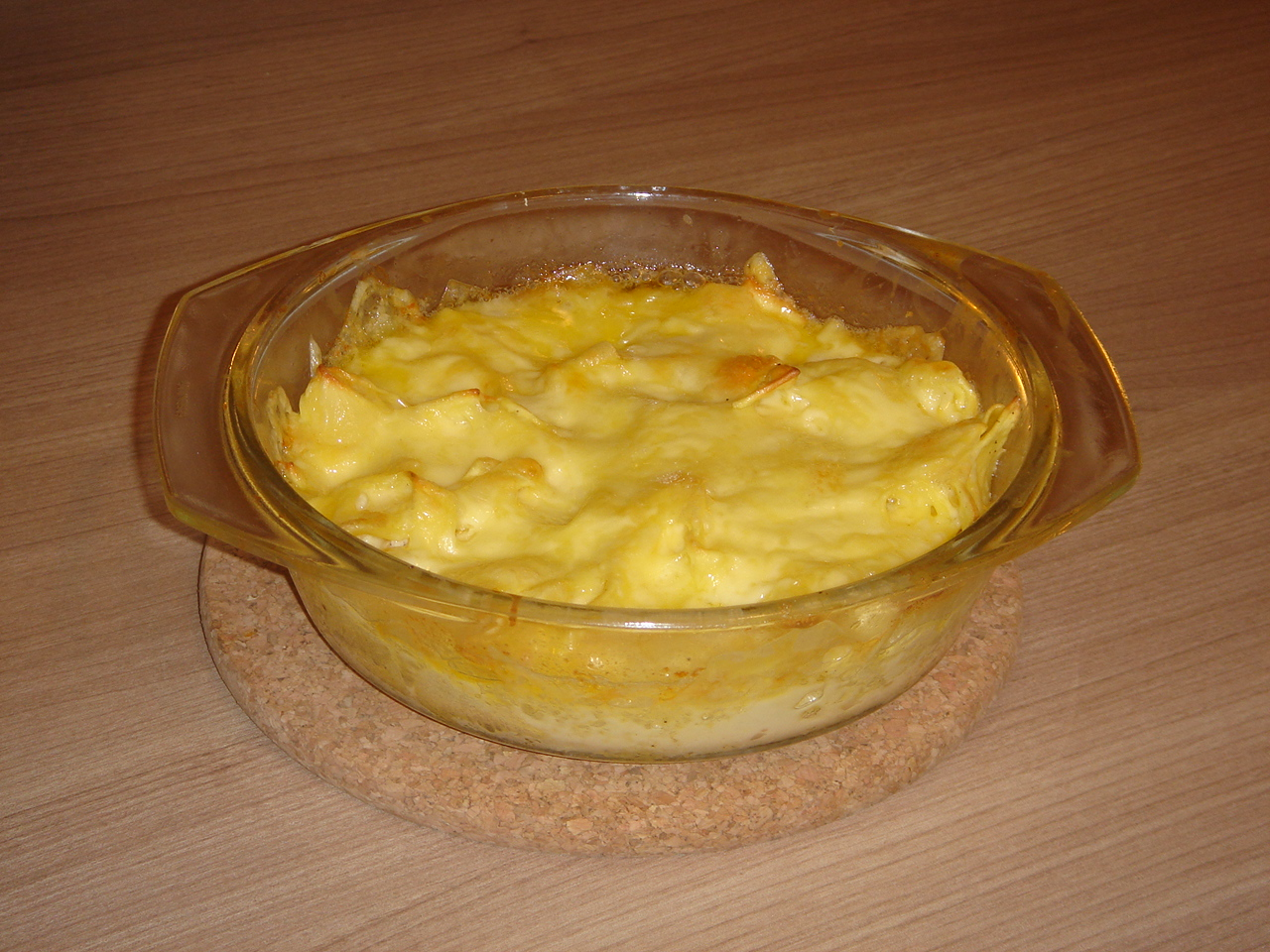
Nudelauflauf mit Käse im Ofen überbacken

In der Küche findet der Käse in vielen Speisen und Zubereitungsarten Verwendung, am bekanntesten sind heute wohl das Gratin, das Käsefondue und das Raclette sowie die Käsespätzle.
Zu jeder gepflegten Tafelrunde gehört als Dessertgang eine Auswahl guter Käsesorten, wobei man richtig mit den milden Käsesorten beginnt und sich – oft in Verbindung mit passenden Weinen – zu den geschmacksintensiveren „weiterkostet“.

## Lagerung und Reifung

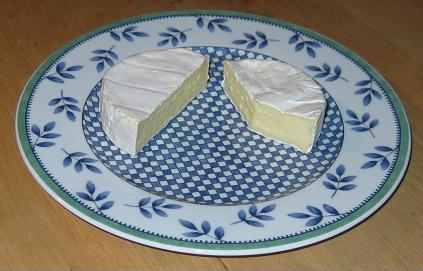
Camembert ist ein Weichkäse.

Der Geschmack von Käse hängt ab von Lagerungstemperatur, Luftfeuchtigkeit und Reifung. Dabei kann die Raumtemperatur ohne Probleme für den Käse auch 20 bis 23 Grad Celsius erreichen, sofern die Luftfeuchtigkeit hoch genug ist und der Käse idealerweise noch im ganzen Laib ist.
Zu geringe Luftfeuchtigkeit (unter 60 %) lässt den Käse zu rasch austrocknen und verhindert die Reifung. So wird Roquefort in Felshöhlen bei einer Luftfeuchtigkeit von 95 % gelagert.

## Filme
- Rund um den Käse. Dokumentarfilm-Reihe in acht Folgen, Deutschland, 1998, Buch und Regie: Werner Teufl, Produktion: Halo Filmproduktion, Bayerischer Rundfunk, Reihe: Schlemmerreise, 1. Frankreich – Route des Fromages I; 2. Frankreich – Routes des Fromages II; 3. Österreich – K u. K wie Kuh und Käse; 4. Deutschland; 5. Schweiz; 6. Dänemark; 7. Italien; 8. Holland – im Land der Kaaskunst, Film-Daten.
- Alles Käse. Köstlichkeit aus Milch. Dokumentarfilm, Deutschland, 2002, 42 Min., Buch und Regie: Jürgen Vogt, Produktion: Telefilm Saar, ZDF, Arte, Film-Informationen von ARD, u. a. mit Affineur Philippe Olivier.
- Wohl bekomm's. Käse, Laib und Leben. Dokumentarfilm-Reihe, Österreich/Deutschland, 2009 ff., 25 Min., Produktion: megaherz, ServusTV und Webseite der „Doku-Reihe über die Kunst der Käsefertigung“.